# Eurasischer Wolf
Der Eurasische Wolf (Canis lupus lupus), von manchen deutschen Autoren als Europäischer Grauwolf bezeichnet, ist eine Unterart des Wolfes (Canis lupus), der zur Familie der Caniden gehört.

## Merkmale
Der Eurasische Wolf erreicht eine Widerristhöhe von etwa 70 bis 90 Zentimetern und eine Kopf-Rumpf-Länge von bis zu 140 Zentimetern. Das Gewicht liegt meist zwischen 30 und 50 Kilogramm. Zwischen Wölfinnen und Wolfsrüden besteht ein Geschlechtsdimorphismus: Rüden sind meistens größer und schwerer als Fähen. Im Gegensatz zu wolfsähnlichen Haushunden sind Wölfe hochbeiniger und haben eine gerade Rückenlinie, während sie bei Hunden oft zur Rute hin abfällt. Die Rute des Eurasischen Wolfs ist buschig und gerade. Wölfe haben tendenziell kleinere Ohren, die zudem innen dicht behaart sind.
Das Fell Eurasischer Wölfe ist gelblichgrau, graubraun oder dunkelgrau gefärbt. Die Unterseite des Fangs und die Kehle sind heller, die Rückseiten der Ohren erscheinen leicht rötlich. Die Rückenfärbung weist in den meisten Fällen einen dunklen bis schwarzen Sattelfleck auf. Ebenfalls dunkler gefärbt sind oftmals die Rutenspitze und die Vorderseite der Vorderläufe.
Das die Verteilung der Pigmente bestimmende Gen auf dem Agoutilocus ist stets aw das sich im Phänotyp als die typische Wildfarbe wolf-sable ausgeprägt. Die einzelnen Haare weisen eine Bänderung auf, die das Fell meliert aussehen lassen. Im Unterschied zu Unterarten wie Tundrawolf und Polarwolf kommen keine Aufhellungsfaktoren vor, die das Fell zu beige oder weiß aufhellen, und anders als beim Timberwolf keine Gene für schwarze Exemplare.

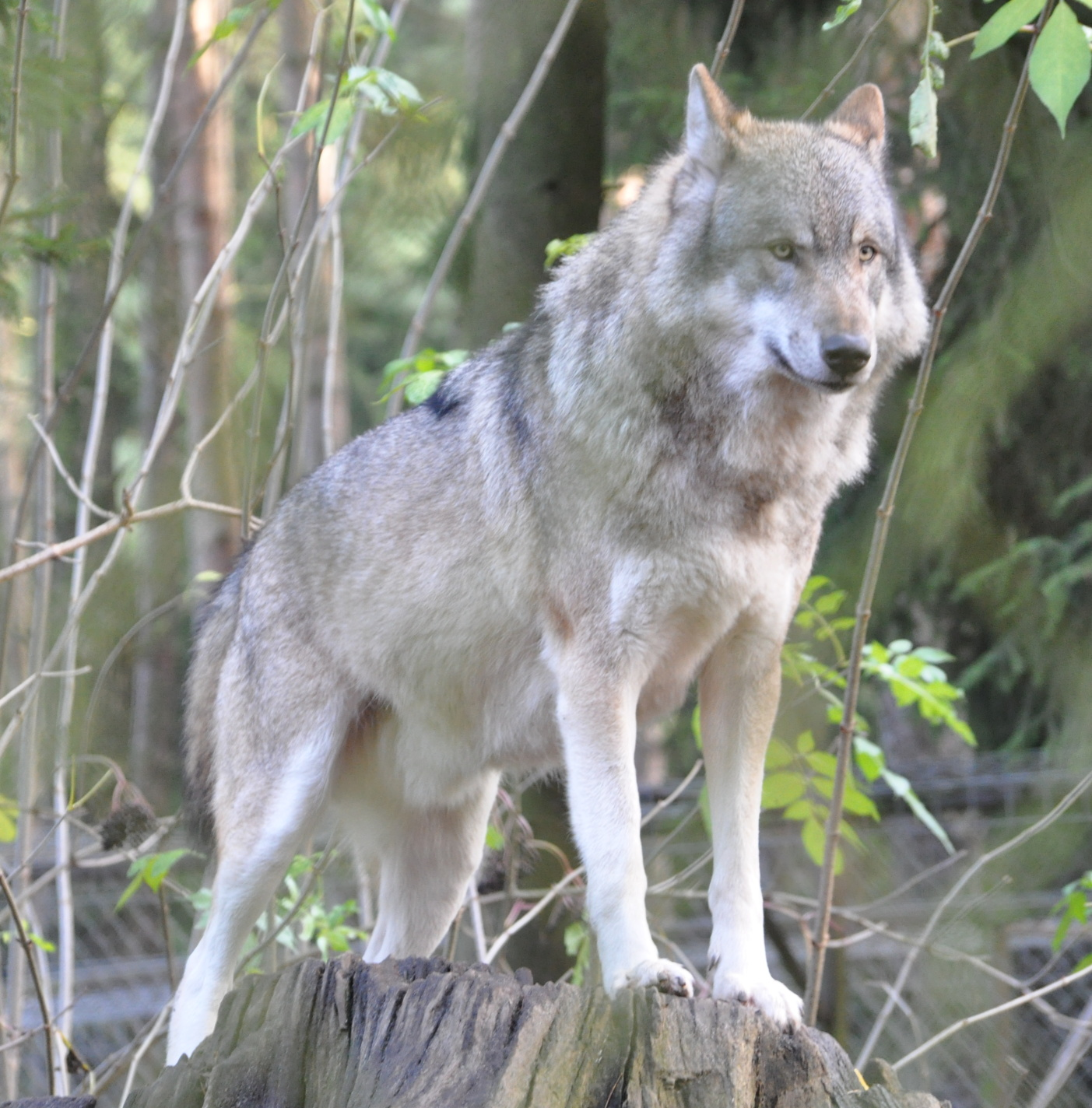
Eurasischer Wolf im Wildpark Lüneburger Heide

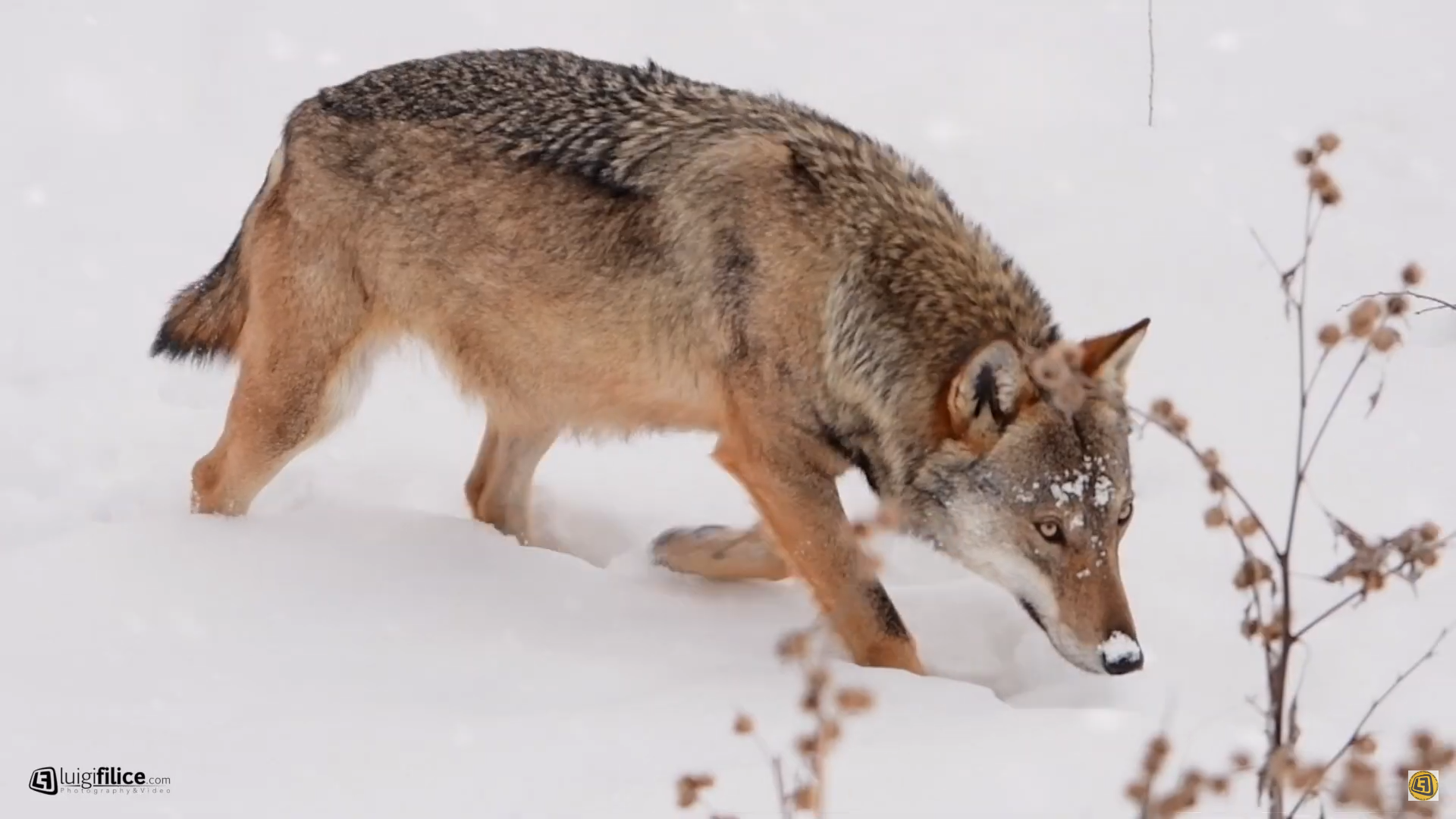
Variante des Italienischen Wolfs

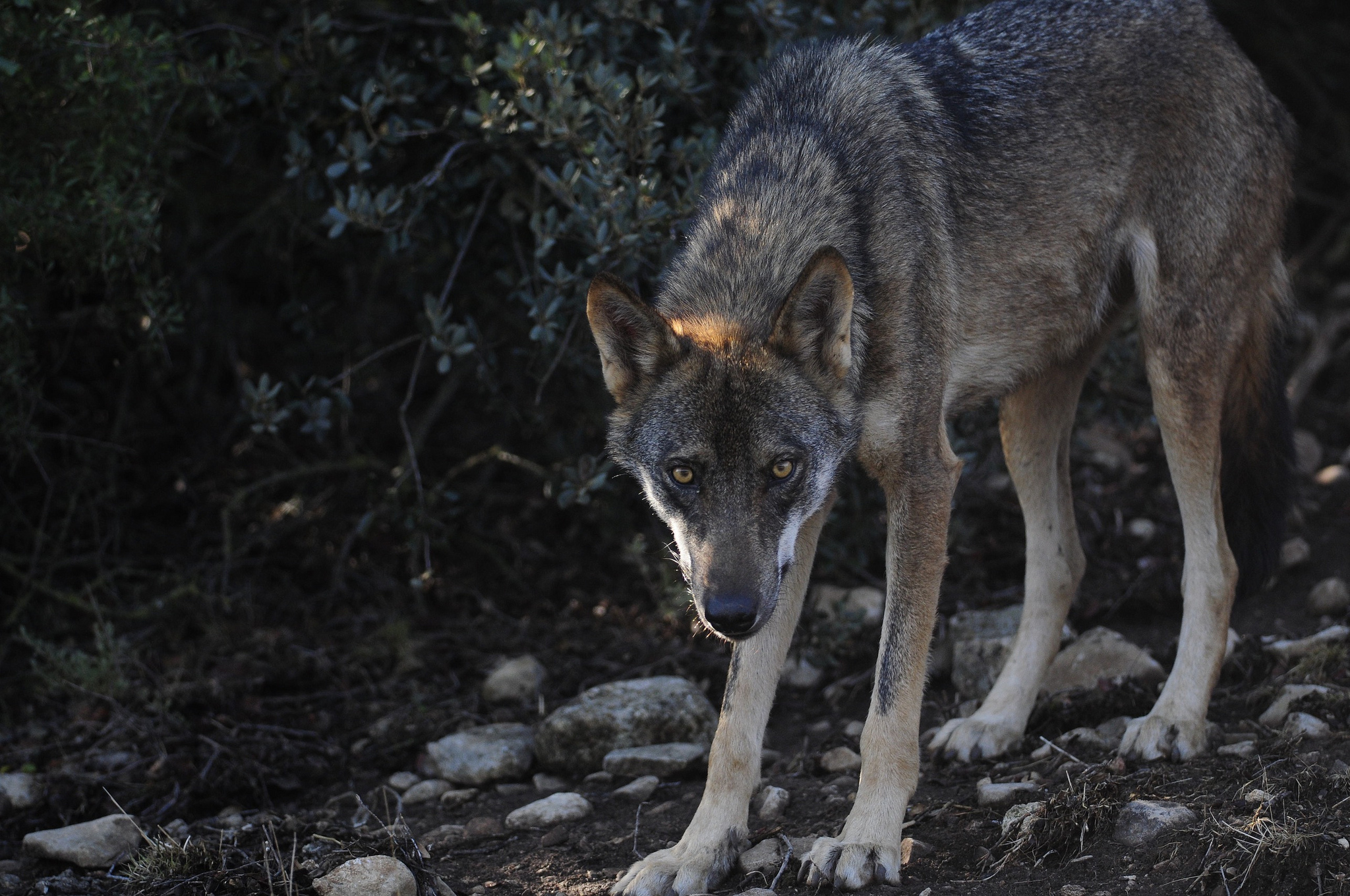
Variante des iberischen Wolfs

Da junge erwachsene Wölfe nach dem Verlassen ihres Herkunftsrudels manchmal sehr weite Strecken als Wanderwölfe zurücklegen, bevor sie in einem weit entfernten Gebiet einen Paarungspartner finden, mit dem sie zu standorttreuen Wölfen werden und sich fortpflanzen, ist es bei dieser Tierart oft schwierig, eine Abgrenzung zwischen Unterarten vorzunehmen. Populationsgenetische Analysen zeigten auf der Basis von drei genetischen Merkmalen eine Reichweite von 650 bis 850 km. Das bedeutet, die genetische Vielfalt einer Wolfspopulation kann von bis zu 850 km entfernten Populationen beeinflusst werden. Aus morphologischen und molekulargenetischen Untersuchungen kennt man Unterscheidungskriterien, wobei aber auch Merkmalsüberschneidungen festgestellt werden. Hieraus ergibt sich beim Canis lupus lupus eine große Variationsbreite innerhalb Eurasiens. Dementsprechend findet man Individuen mit sehr unterschiedlichen äußeren Merkmalen.

## Vorkommen

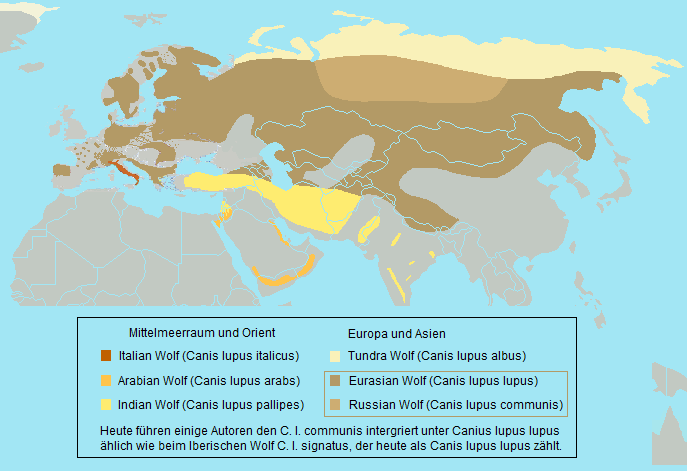
Die Verbreitung des Eurasischen Wolfes in der Alten Welt

Der Eurasische Wolf ist über weite Teile Eurasiens verbreitet. Der größte Teil seines Lebensraums befindet sich in Russland und im asiatischen Teil des eurasischen Kontinents. Die Vorkommen in Osteuropa bilden mit den Wölfen in Estland, Lettland, Litauen, Ostpolen, den Karpaten und der Ukraine eine ausgedehnte baltisch-osteuropäische Population, die sich stetig nach Westen ausbreitet. Sein Verbreitungsgebiet erstreckt sich von Ostsibirien über den europäischen Teil Russlands bis nach Skandinavien sowie über Osteuropa (Polen, Tschechien und die Slowakei) bis nach Mitteleuropa und Westeuropa (Frankreich) sowie nach Südosteuropa (Griechenland, Bulgarien, Rumänien) und Südeuropa (Italien, Spanien). Der in Italien hauptsächlich vorkommende Italienische Wolf gilt bei manchen Autoren als eigene Unterart, wird aber von anderen dem Canis lupus lupus zugeordnet. Durch das Wanderverhalten der Wölfe lassen sich die Unterarten nicht immer durch Zuordnung zu bestimmten Gebieten klar voneinander abgrenzen. Auf der Arabischen Halbinsel gibt es Populationen des Arabischen Wolfs, der heute dem Eurasischen Wolf zugeordnet wird.
Der Eurasische Wolf besiedelt verschiedene Lebensräume, von Wäldern bis zu offenen Graslandschaften in verschiedenen Klimazonen von der subpolaren Zone bis in die Subtropen. Die Größe der Reviere von Wolfsrudeln variiert zwischen 100 und 300 Quadratkilometern in Mitteleuropa und 2500 Quadratkilometern in höheren Breiten.

## Fortpflanzung
Eurasische Wölfe werden mit etwa zwei Jahren geschlechtsreif. Paarungszeit ist vom Spätwinter bis in den März. Die Tragzeit dauert ungefähr neun Wochen. Ein Wurf besteht meist aus vier bis sechs Welpen, die vom gesamten Rudel großgezogen werden. Nach ein bis drei Jahren verlassen die Jungtiere ihr Rudel, siedeln sich in einem neuen Revier in der Nähe ihres alten Rudels an oder wandern fort.

## Ernährung
Als Großraubtiere erbeuten Eurasische Wölfe vorwiegend Huftiere wie Rehe, Rothirsche, Damwild, Wildschweine, Hasen und in einigen Regionen auch Elche und Wisente. Bevorzugt werden Jungtiere, aber auch ältere und kranke Tiere, die weniger schnell fliehen können und einfacher zu überwältigen sind. Auch Nutztiere wie Schafe, Ziegen, Rinder, vor allem Kälber, sowie Pferde, vor allem Fohlen, zählen zur Beute.

## Phylogeografie der Wölfe in Europa
Durch Kombination von Daten mehrerer Studien konnten die phylogenetischen Beziehungen und die geografische Verteilung der anhand der mitochondrialen DNA unterscheidbaren Haplotypen von 947 europäischen Wölfen analysiert und die DNA-Sequenzen der heutigen Wölfe mit Sequenzen von 24 fossilen europäischen Wölfen verglichen werden. Es gibt mehrere Gruppen von Haplotypen, teils in getrennten Vorkommen, teils mit Überschneidungen innerhalb der europäischen Subpopulationen. Die Häufigkeiten bei den Wölfen in Südwesteuropa (Iberischer Wolf) unterscheiden sich von denen in Osteuropa. Canis lupus italicus wird teilweise als eigene Unterart angesehen. Eine der Haplogruppen des eurasischen Wolfs gibt es auch bei den Wölfen in Nordamerika. Eine Übereinstimmung bei den Veränderungen der Haplogruppenhäufigkeit bei den spätpleistozänen Wölfen in Europa und Nordamerika deutet darauf hin, dass diese mit ökologischen Veränderungen nach dem letzten glazialen Maximum zusammenhängen.

## Canis lupus communis
Mit dem als Russischer Wolf bezeichneten Canis lupus communis ist nicht der in Russland in sehr hohen Bestandszahlen weit verbreitete Eurasische Wolf gemeint, sondern eine Unterart in Sibirien mit besonders großen Exemplaren, die von manchen Autoren aber dem Eurasischen Wolf zugerechnet wird.

## Wiederbesiedlung Mittel- und Westeuropas

### Deutschland

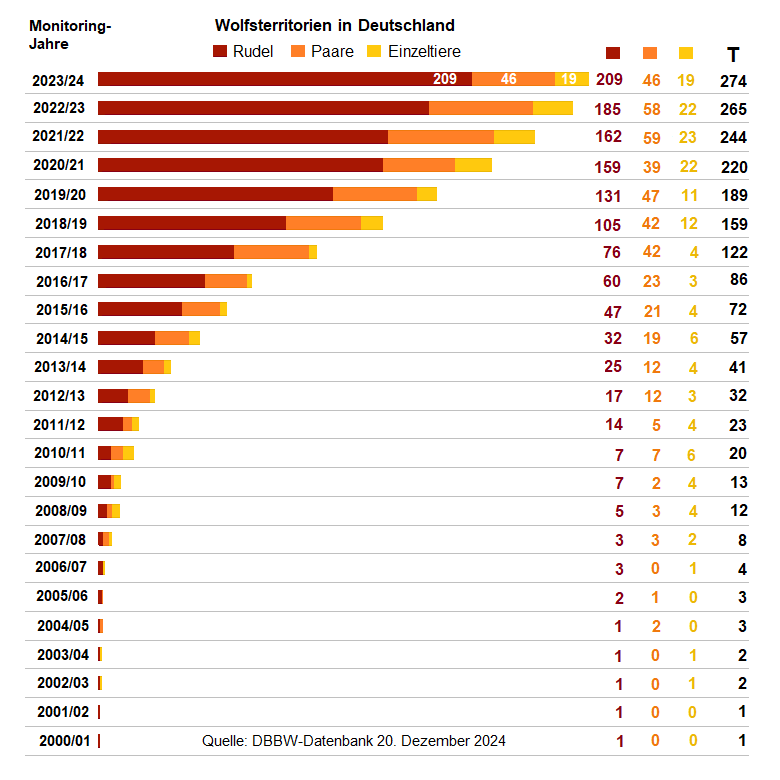
Bestandsentwicklung 2000 bis 2024

Seit Ende des 20. Jahrhunderts ist der Eurasische Wolf auch in Deutschland wieder heimisch. Aus Polen kommend verbreiteten sich Wölfe zunächst in Sachsen und im südlichen Brandenburg.  Über Sachsen-Anhalt erreichten sie dann Niedersachsen. Außerdem leben wenige Wolfsrudel in Mecklenburg-Vorpommern. Im Jahr 2000 wurden in Deutschland nach weit über einem Jahrhundert wieder die ersten Wolfswelpen in Freiheit geboren. Im April 2016 ging man von etwa 40 Wolfsrudeln aus, die sich innerhalb von vier Jahren auf 128 Rudel und 35 standorttreue Paare vermehrt haben.
Die Gründertiere in der Lausitz hatten den in Nordost-Europa regelmäßig vorkommenden Haplotyp HW01. Das ist der vorherrschende Haplotyp in Deutschland. Deutlich seltener ist HW02, den bis vor einigen Jahren nur einzelne aus Polen eingewanderte Rüden aufwiesen. Im Monitoringjahr 2012/13 wurde in Niedersachsen die erste Fähe mit HW02 bestätigt, deren Nachkommen ihn weitervererben. Auch Wölfe mit dem Haplotyp HW22, der für die italienischen Wölfe kennzeichnend ist, wurden in Deutschland bestätigt. Im Sommer 2017 zog im Bayerischen Wald ein aus zwei verschiedenen Populationen stammendes Wolfspaar erstmals Welpen auf. Paarungen von Eurasischen Wölfen verschiedener Haplotypen aber auch gemeinsame Fortpflanzung von Eurasischen Wölfen mit Wölfen aus der italienischen Population bzw. deren Nachkommen sind im Artenschutz erwünscht, denn genetische Vielfalt ist eines der Kriterien für den Erhaltungszustand einer Wolfspopulation.

### Frankreich
Die nach Frankreich eingewanderten Wölfe, die sich ebenfalls schnell vermehren, stammen zum überwiegenden Teil aus dem Apennin mit Exemplaren des (Canis lupus italicus), die über die Westalpen in die Region Auvergne-Rhône-Alpes kamen, und zum anderen Teil aus der Karelisch-Baltischen Population, deren Westrand sich inzwischen bis in den Norden und Westen Frankreichs verlagert hat, mit den Haplotypen der in Ost- und Nordosteuropa lebenden Eurasischen Wölfe. Seit 2019 leben in Frankreich 80 Wolfsrudel mit rund 530 vom Monitoring erfassten Tieren.

### Schweiz
Aus Italien und Frankreich wandern seit 1995 Wölfe in die Schweiz ein, die den Haplotyp des Canis lupus italicus aufweisen. Seit dem Jahr 2010, als insgesamt neun Tiere gezählt wurden, ist es zu einem starken Wachstum der Populationen und zur natürlichen Bildung lokaler Rudel gekommen, mit einer Zunahme auf 240 Tiere in 18 Rudeln für das Jahr 2022. Zwischen den aus Südeuropa stammenden Tieren und den Eurasischen Wölfen mit den in Ost- und Nordosteuropa vorkommenden Haplotypen gab es einen ersten Genfluss beim Kärpf Rudel im Kanton Glarus.

### Österreich
Mitte bis Ende der 1990er Jahre wanderten einige Wölfe aus benachbarten Ländern nach Österreich ein. 2009 wurden durch eine DNA-Analyse sechs bis acht Individuen nachgewiesen. In Österreich wird erwartet, dass die dort eingewanderten Eurasischen Wölfe aus der zentraleuropäischen Population mit solchen aus den Karpaten und aus der dinarischen Population zusammentreffen und sich gemeinsam fortpflanzen.

## Ausbreitung in Nordeuropa
Durch im Wesentlichen aus Karelien zugewanderte Wölfe erfolgte die Besiedlung Schwedens und Norwegens. Sie bilden heute eine grenzübergreifende skandinavische Population.

## Europäischer und asiatischer Teil Russlands
Etwa 70 % der Eurasischen Wölfe leben nach Unterlagen von Vladislav Melnikov in den sibirischen und fernöstlichen Gebieten. Da Russland kein EU-Mitgliedsstaat ist, gelten andere Bestimmungen zum gesetzlichen Schutz. Die sibirische Taiga und manche Gebirgsregionen Russlands stellen aufgrund der ausgedehnten Areale mit äußerst geringer Bevölkerungsdichte Lebensräume der Eurasischen Wölfe dar, in denen sie sich von wildlebenden Huftieren und Hasen ernähren und sich regelmäßig stark vermehren. Dort werden jährlich unter 20 % durch Bejagung entnommen. Es gibt auch Gebiete ohne Bejagung, in denen keine Nutztiere gehalten werden. In den zentralen Bezirken und an der Wolga werden manchmal bis zu 75 % geschossen, ohne dass sich der jeweilige Ausgangsbestand zu reduzieren scheint. Melnikov vermutete, dass die Entnahme dominierender Wolfspaare zur verstärkten Reproduktion der übrigen Rudelangehörigen führt, außerdem füllt sich der Wolfsbestand durch Zuwanderer aus Kasachstan und den sibirischen föderativen Gebieten immer wieder auf.

### Geschichte
Ende der 40er Jahre wurde die Zahl der Wölfe in der ehemaligen Sowjetunion auf rund 100.000 geschätzt. Während des Zweiten Weltkrieges nahm sie auf über 200.000 zu. Jährlich wurden im gesamten damaligen Staatsgebiet rund 200.000 Nutztiere (Rentiere, Pferde, Rinder, Schafe, Ziegen und Schweine) von Wölfen gerissen. Um die Bestandszahlen zu senken, organisierte die staatliche Behörde ein Programm mit etwa 12.000 Jägern in 500 Jagdbezirken. Man begann die Wölfe zusätzlich aus Kleinflugzeugen zu schießen, außerdem wurde Gift eingesetzt. Von 1946 bis 1970 wurden in der ehemaligen Sowjetunion mehr als 500.000 Wölfe getötet. 1970 wurden nur noch 4842 Wölfe erlegt, da die Bestände schon so stark reduziert waren. 1971 gab es noch circa 5000 Wölfe in der ganzen ehemaligen Sowjetunion und die Verluste an Nutztieren wurden sehr gering. 1973 gab es in Westsibirien und in 15 Regionen der mittleren Sowjetunion so gut wie keine Wölfe mehr. Beim Wildtiermanagement glaubte man, man hätte die Wolfspopulation nun unter Kontrolle. Die Anstrengungen zur Reduzierung wurden beendet. Daraufhin stiegen die Wolfszahlen wieder dramatisch an. 1976 erhöhte der Staat die Abschussprämien. Die sowjetische Regierung förderte Programme zur Bejagung mit verschiedenen Methoden zur Regulierung des sich immer wieder rasch vermehrenden Eurasischen Wolfs.

### Gegenwart
Seit Mitte der 1990er Jahre hat die Zahl der Wölfe in den meisten russischen Regionen zugenommen,
so dass infolgedessen eine Zunahme der Wolfsschäden zu verzeichnen ist für Wild- und Haustiere.
Heute gibt es zur genauen Erfassung der Bestände des Eurasischen Wolfs in Russland ein modernes Wolfsmonitoring. Nach Phasen der Vermehrung werden bei Bejagungen stets nur so viele Wölfe entnommen, dass genügend Tiere übrigbleiben, um den Eurasischen Wolf zu erhalten. Ziel der Maßnahmen ist, die Wolfspopulationen zu managen und zu kontrollieren, ohne die innerartliche biologische Vielfalt zu beeinträchtigen.
Auszug aus einer Fachpublikation des Tembotov Instituts für Ökologie der Gebirgsregionen, Russische Akademie der Wissenschaften zur Veranschaulichung der gegenwärtigen Handhabung:
"Auf der Grundlage langjähriger Forschung wird versucht, die Grundsätze des Managements von Wolfspopulationen in den Berg- und Flachlandgebieten des Kaukasus zu konkretisieren. Für die Analyse wurde eigenes Material und Material von Abteilungen aus Krasnodar, Stavropol und den Kaukasusrepubliken verwendet. Es wird ein ökologischer und ökonomischer Ansatz zur Bestandsregulierung der Raubtierpopulation vorgeschlagen, der eine differenzierte Bezahlung für gefangene Weibchen vorsieht. Die Kartierung aller bekannten Wolfsfamilien und gefundenen Wolfsbaue ist nicht nur für das Monitoring, sondern auch für das Populationsmanagement notwendig. Die Strategie für den Umgang mit Wölfen, die in verschiedenen Teilen der Region leben, sollte von der totalen Verfolgung bis zur selektiven Entnahme von Tieren eines bestimmten Alters reichen. Es wird vorgeschlagen, die Arbeit des Populationsmanagements speziell ausgebildeten Teams von Wolfsjägern anzuvertrauen. Zu ihren Aufgaben sollte es gehören, den Zustand von Wolfsfamiliengruppen zu erfassen und zu kontrollieren." (Anatoliy Nikokayevich Kudaktin, 2019).
Proben von 270 Individuen aus verschiedenen Regionen Sibiriens (Altai, Tuwa, Krasnojarsk, Burjatien, Transbaikalien und Jakutien) wurden anhand von sieben Mikrosatelliten-Loci untersucht. Es wurde ein hohes Maß an erwarteter Heterozygotie festgestellt (HE = 0,676). Dabei zeigten sich keine signifikanten Unterschiede in der Allel- und Gendiversität innerhalb der Populationen. Niedrige paarweise Fst-Werte (0,012–0,084, Mittelwert 0,036) weisen darauf hin, dass ein aktiver Genfluss die sibirischen Wolfspopulationen verbindet. Die multivariate Analyse anhand der genetischen Distanzmatrix (PCoA) ergab eine Clusterung der Proben nach ihrer geografischen Herkunft (West-, Mittel- und Ostsibirien). Clustering von Multilocus-Haplotypen zeigte eine räumliche Unterteilung und eine Veränderung des Anteils der verschiedenen Gen-Cluster im Genpool der untersuchten Wolfsproben von Westen nach Osten sowie von Süden nach Norden.
Wölfe im Kaukasus teilen mtDNA-Haplotypen sowohl mit osteuropäischen als auch mit westasiatischen Wölfen, was auf einen früheren oder aktuellen Genfluss schließen lässt. Mikrosatellitendaten deuten ebenfalls auf einen Genfluss zwischen dem Kaukasus und Osteuropa hin. Es gibt Hinweise auf eine mäßige Hybridisierung mit Haushunden, die mit der in anderen eurasischen Populationen vergleichbar ist. Die kaukasischen Wölfe sind genetisch nicht von anderen eurasischen Populationen isoliert, sondern sie teilen sich mit ihnen die gleichen demografischen Trends.

## Gesetzlicher Schutz

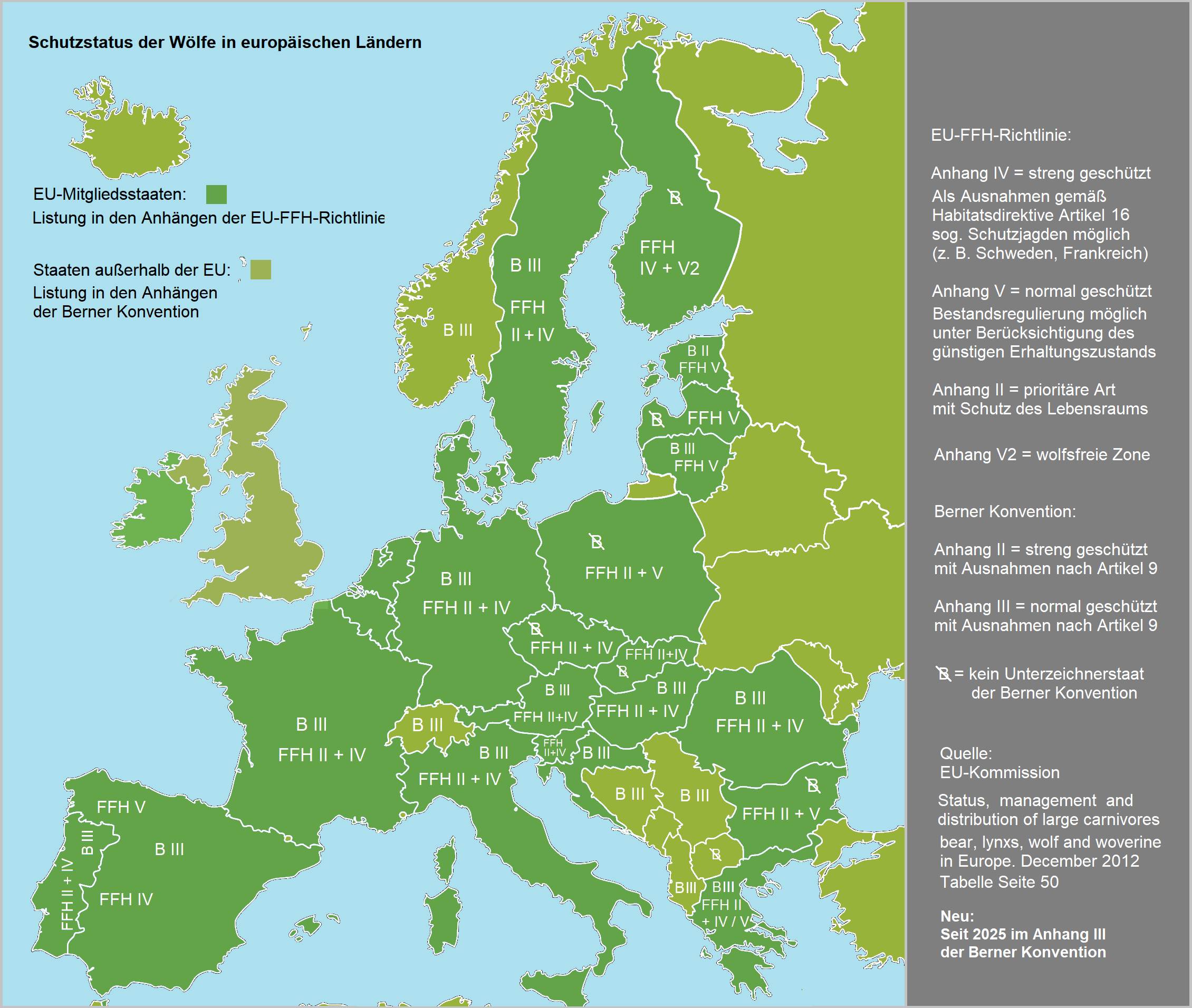
Gesetzlicher Schutz des Wolfs in Europa durch Listung in den Anhängen der Berner Konvention und/oder in den Anhängen der EU-FFH-Richtlinie

Der Schutzstatus des Eurasischen Wolfs bzw. der Art, zu der er als Unterart gehört, ist in den Ländern seines Vorkommens unterschiedlich. In den Mitgliedstaaten der Europäischen Union ist er in den Anhängen der FFH-Richtlinie entweder im Anhang IV oder im Anhang V gelistet, in einigen gleichzeitig in Anhang II. In den Ländern außerhalb der EU hängt sein Schutzstatus davon ab, ob sie zu den Unterzeichnerstaaten der Berner Konvention und/oder des Washingtoner Artenschutzabkommens gehören (siehe auch Wolf#Gesetzlicher Schutz).